# Somme (Loire)
Die Somme ist ein Fluss in Frankreich, der in den Regionen Bourgogne-Franche-Comté und Auvergne-Rhône-Alpes verläuft. Sie entspringt im Gemeindegebiet von Issy-l’Évêque, entwässert anfangs nach Nordwest bis Nord, dreht dann auf Südwest, im Unterlauf nochmals auf Nordwest mündet nach 46 Kilometern im Gemeindegebiet von Saint-Martin-des-Lais als rechter Nebenfluss in die Loire. 
Auf ihrem Weg verläuft die Somme weitgehend im Département Saône-et-Loire, bildet im Oberlauf auf einer kurzen Strecke die Grenze zum Département Nièvre und mündet auf den letzten Metern im Département Allier.

## Orte am Fluss
- Issy-l’Évêque
- Cressy-sur-Somme
- Maltat
- Bourbon-Lancy